# Борисовка (Актюбинская область)
Борисовка (каз. Борисовка) — упразднённое село в Хромтауском районе Актюбинской области Казахстана. Входило в состав Кызылсуского сельского округа. Исключено из учетных данных в 1990-е годы.

## Население
В 1989 году население села составляло 35 человек. Национальный состав: казахи — 65 %.